# Erannis funebraria
Erannis funebraria là một loài bướm đêm trong họ Geometridae.